# 奥尔梅松
奥尔梅松（法語：Ormesson，法語發音：[ɔʁmɛsɔ̃] ⓘ）是法国塞纳-马恩省的一个市镇，属于枫丹白露区。

## 地理
奥尔梅松（48°14'40"N, 2°39'12"E）面积3.81 平方千米，位于法国法蘭西島大區塞纳-马恩省，该省份为法国北部内陆省份，北起瓦兹省，西接埃松省、马恩河谷省、塞纳-圣但尼省和瓦兹河谷省，南至卢瓦雷省，东南接约讷省，东临马恩省和奥布省，东北接埃纳省。
与奥尔梅松接壤的市镇（或旧市镇、城区）包括：沙特努瓦、舍夫兰维利耶、法伊莱讷穆尔、圣皮埃尔莱讷穆尔。

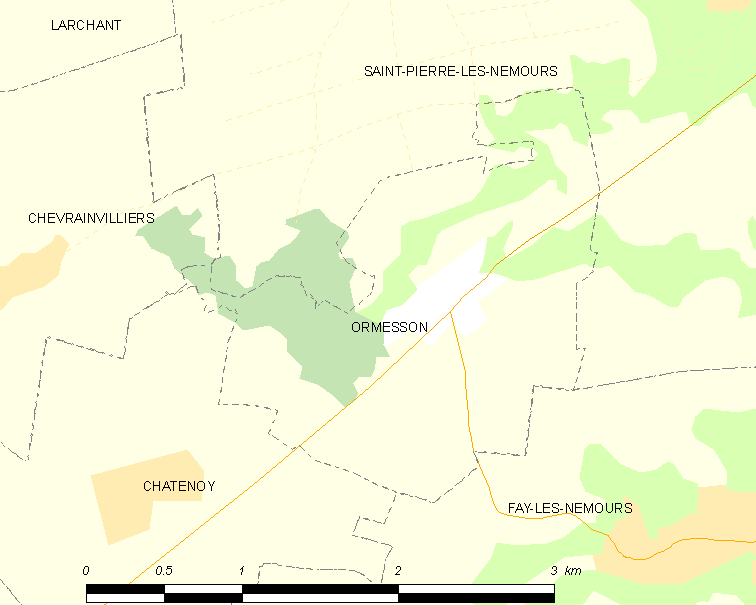
奥尔梅松的OSM定位图

奥尔梅松的时区为UTC+01:00、UTC+02:00（夏令时）。

## 行政
奥尔梅松的邮政编码为77167，INSEE市镇编码为77348。

## 政治
奥尔梅松所属的省级选区为讷穆尔县。

## 人口

1962-2008年间奥尔梅松人口变化图示

奥尔梅松于2022年1月1日时的人口数量为244人。